# Hotchkiss V40-50
La V40-50 era un'autovettura di gran lusso prodotta nel 1910 dalla Casa automobilistica franco-statunitense Hotchkiss.

## Breve profilo
La V40-50 fu introdotta come evoluzione della precedente Hotchkiss V.

In ogni caso le novità erano solo di dettaglio: per il resto la vettura ricalcava la sua antenata. Il corpo vettura era di tipo limousine ed il motore era un 6 cilindri da 9495 cm³, in grado di erogare una potenza massima di 75 CV.
Fu prodotta solo durante il 1910.